# Simplexvirus macacinealpha1
Macacine alphaherpesvirus 1
Espèce
Synonymes
- Macacine alphaherpesvirus 1
- Macacine herpesvirus 1[2]
- Cercopithecine herpesvirus 1[2]
- Herpès virus B simien, Herpesvirus simiae[3]

Simplexvirus macacinealpha1, ex Macacine alphaherpesvirus 1, est une espèce de virus, du genre Simplexvirus et de la famille des Orthoherpesviridae. C’est un virus neurotrope pathogène pour l’humain chez lequel l'infection peut entraîner de graves méningoencéphalites souvent mortelles. Il est apparenté aux virus de l'herpès humain type 1 et 2 (HHV-1 et HHV-2). Il est hautement prévalent chez son hôte habituel, le macaque.
Depuis sa découverte, il a été responsable de plus d'une vingtaine de décès chez l’être humain comme celui de la chercheuse Elisabeth Griffin dont les yeux ont été éclaboussés au Centre national de recherche sur les primates de Yerkes en 1997,,,. Un diagnostic et un traitement adapté précoces augmentent significativement les chances de survie à l'infection, alors que pour les patients non traités, le taux de létalité est supérieur à 70 %,,.

## Histoire
Le virus de l'herpès B a d'abord été identifié en 1932 à la suite de la mort du docteur William Brebner, un jeune médecin qui a été mordu par un singe lors de la recherche du virus qui cause la poliomyélite. Peu de temps après, Brebner a développé un érythème localisé, suivi d'une lymphangite, d'une lymphadénite et, en fin de compte, d'une myélite transverse. Les tissus neurologiques obtenus lors de l'autopsie du Dr Brebner ont révélé la présence d'un agent semblable au HSV.
Un an après la mort de Brebner, le Dr Albert Sabin a identifié un agent du même tissu qu'il a appelé le Virus B, comme Brebner (alors que Gay et Holden l'ont appelé W Virus, comme William Brebner). Sabin décrit en outre la létalité du virus de l'herpès B en montrant que l'infectivité était indépendante de la voie d'inoculation. De plus, il a été observé que le virus de l'herpès B induit des réponses immunologiques similaires à HSV-1, ainsi que des similitudes partagées avec HVP-2 et Langur herpesvirus, deux autres alphaherpesvirus non humains,,,,,.
En 1959, le virus de l'herpès B a été identifié comme l'agent causal dans 17 cas humains, dont 12 ont entraîné la mort,,. Les derniers cas ont été identifiés en 2008 par le National B Virus Resource Center de l'Université d'État de Géorgie à Atlanta puis en 2021 en Chine.

## Virologie

### Structure
Le virus de l'herpès B est un virus à ADN bicaténaire linéaire enveloppé,. Il a une taille de 120 à 200 nm de diamètre et une structure presque identique à celle de HSV1 et HSV2. De plus, les glycoprotéines de l’enveloppe montre qu'il peut exister une réactivité sérologique croisée entre le virus de l'herpès B et ces derniers. La nucléocapside du virus de l'herpès B, formée de 6 protéines, est icosaédrique (T = 16) et se compose de 150 hexagones et 12 pentagones. L'enveloppe est lâche autour de la capside virale et contient au moins 10 glycoprotéines qui sont essentielles pour l'adsorption et la pénétration dans les cellules hôtes. Le tégument contenant au moins 14 protéines virales se situe entre la capside et l'enveloppe. Les protéines du tégument sont impliquées dans le métabolisme des acides nucléiques, la synthèse de l'ADN et le traitement des protéines. Les protéines dans le tégument sont la thymidine-kinase, la thymidylate-synthase, la dUTP diphosphatase, la ribonucléase réductase, l'ADN-polymérase, l'ADN-hélicase, l'ADN-primase et les protéines-kinases,.

### Génome
Le génome du virus de l'herpès B a été entièrement séquencé en 2003 à partir d'un isolat extrait d'un macaque rhésus. Comme tous les virus de l'herpès, le génome du virus de l'herpès B contient de l'ADN double brin et mesure environ 157 kpB. Deux régions uniques (UL et US) sont flanquées d'une paire de répétitions inversées, dont deux se trouvent à la fin, les deux autres situées à l'intérieur. Cet arrangement, de nature identique à HSV, aboutit à quatre isomères orientés séquentiellement. Les nucléotides de cytosine et de guanine représentent 75 % de la séquence.
Les analyses de séquences suggèrent que le virus de l'herpès B et les HSV types 1 et 2 ont très probablement un ancêtre commun. Chaque glycoprotéine codée par gène, y compris gB, gC, gD, gE et gG, a environ 50 % d'homologie avec HSV, avec une prédilection légèrement supérieure à HSV-2 par rapport au HSV-1. En outre, les séquences de glycoprotéines ont montré que tous les résidus de cystéine sont conservés, de même que la plupart des sites de glycosylation. Une différence majeure entre l'herpès virus B et les HSV est que l'herpès virus B n'a pas d'équivalent au gène HSV γ134.5, qui code un facteur de neurovirulence. Cela indique que le virus de l'herpès B a des mécanismes différents de HSV pour la réplication des cellules nerveuses internes, ce qui pourrait expliquer les effets drastiquement différents de ces virus chez l'humain.

## Réservoir et tropisme

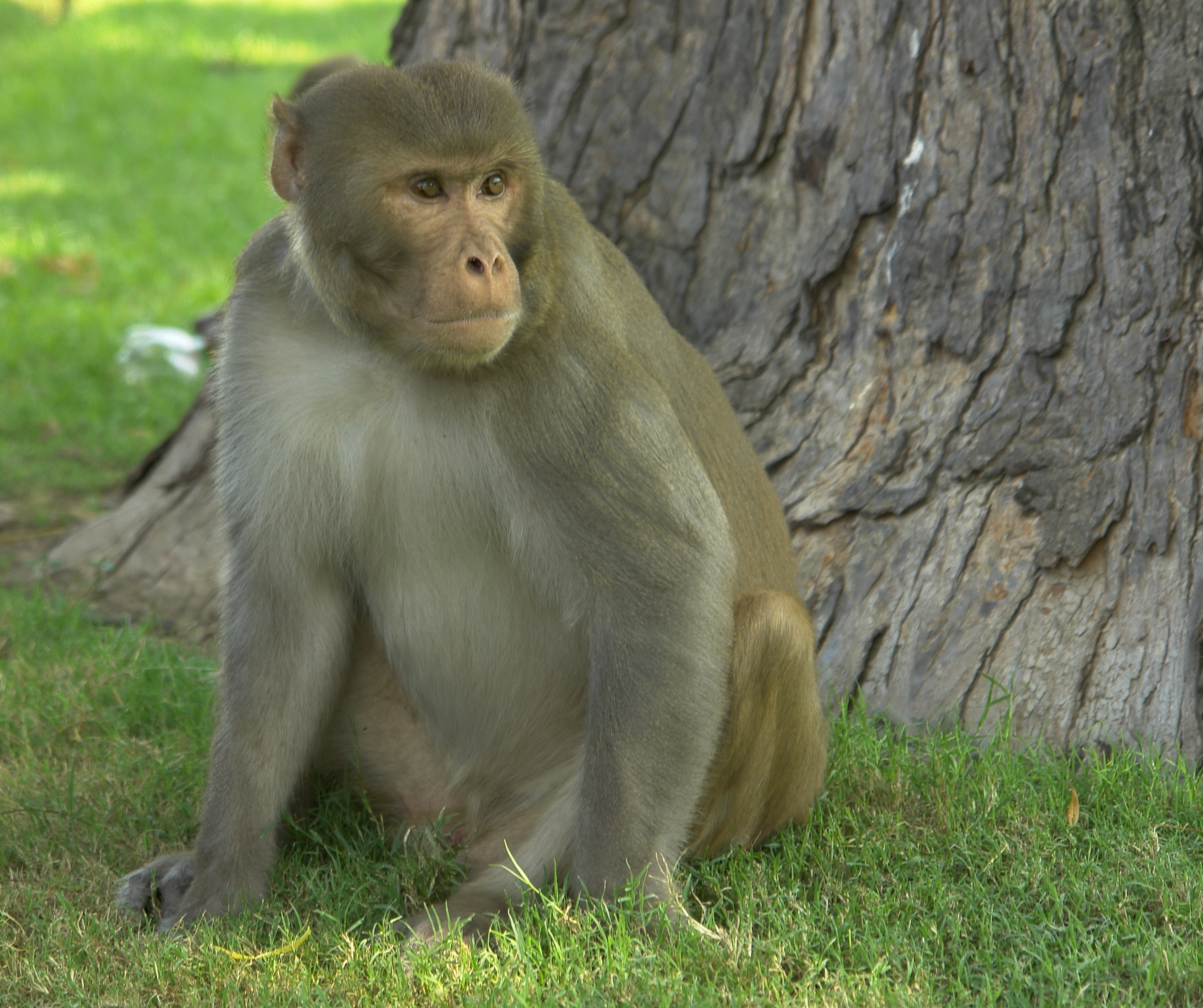
Macaque rhésus

L'herpès virus B se trouve en Asie et en Afrique chez plus de 80 % des macaques adultes (Macaca mulatta et Macaca fascicularis principalement,) et jusqu'à 100 % dans certaines zones. En revanche, le virus n'a pas été détecté chez les singes américains et malgaches.
La primoinfection par le virus de l'herpès B chez le macaque se résument souvent à de simples conjonctivites ou infections oropharyngées. La plupart des singes contaminés sont porteurs sains, mais certaines circonstances ou évènements particuliers (chirurgie, mise bas, long transport, modifications importantes dans l'environnement physique ou social, conditions de détention stressantes, etc) peuvent entraîner la réactivation du virus favorisant l'excrétion virale, et augmentent les risques de transmission.

## Transmission à l'humain et épidémiologie
L'herpès virus B est transmissible à l’humain. Les victimes de cette zoonose sont essentiellement des vétérinaires, du personnel de centre de primatologie, d'animaleries ou de laboratoires, des équarrisseurs, des personnes travaillant dans les zoos ou les cirques. Cette contamination survient principalement lors de morsures, de griffures ou lors de l'exposition d'une lésion cutanée, d'une muqueuse ou encore des yeux à des sécrétions ou des prélèvements biologiques infectés. Le pouvoir contagieux est extrêmement élevé et la transmission peut se produire par une simple égratignure. Quelques rares transmissions à l’humain au cours de manipulations d’objets comme des cages sont attestées, et une par manipulation d’un crâne de Macaque rhésus. Tout animal porteur est potentiellement contagieux et tout particulièrement lors de sa primoinfection ou lors de réactivations du virus. Un seul cas de transmission interhumaine a été rapporté résultant d'un contact entre une plaie de morsure de Macaque crabier et d'une lésion cutanée préexistante.

## Pathologie associée

### Symptômes
Les premiers symptômes, qui apparaissent entre 2 jours et 6 semaines après la contamination,, peuvent être des démangeaisons et une lymphadénopathie près de l'endroit de l'inoculation. L'infection se manifeste ensuite rapidement par une fièvre, parfois accompagnée d'éruptions vésiculeuses, de douleurs diffuses, d'engourdissement des extrémités, de fourmillements et autres troubles neurologiques. Les symptômes plus tardifs en absence de traitement peuvent être des maux de tête, des nausées, des vertiges, des pertes de connaissance, une rétention urinaire, une détresse respiratoire, une hémiplégie, une paralysie ascendante progressive aboutissant à une méningo-encéphalite dans la plupart des cas par une dissémination le long du système nerveux et via la moelle épinière jusqu’au cerveau, un comas. Ceci entraîne généralement des séquelles neurologiques invalidantes graves chez les personnes qui survivent à l'infection.

### Traitement
En cas de morsure, griffure, contact d’une peau lésée ou d’une muqueuse avec des sécrétions d'un animal contaminé, il est indispensable de laver immédiatement les plaies et zones de contacts avec du savon en laissant saigner sous une eau courante, de rincer abondamment, de désinfecter, et de consulter en urgence un médecin qui devra prescrire, dans les heures qui suivent l'incident, une administration spécifique et sans délai d’antiviraux pour une durée de 3 semaines.
L’aciclovir, le valaciclovir ou le ganciclovir en perfusion peuvent être utilisés en milieu spécialisé pendant plusieurs mois en cas d'apparition des symptômes. Le taux de létalité est supérieur à 60 % en cas de traitement adapté et proche de 80 % chez les personnes qui ne bénéficient pas de traitement. Des rechutes sont également possibles en cas d'interruption trop précoce du traitement. Aucun cas n’a encore été observé en France, mais il est arrivé que des personnes ayant été en contact avec des singes porteurs sains importés clandestinement comme animaux de compagnie se soient vues prises en charge pour recevoir un traitement.

### Prévention
Il n'y a pas de vaccin disponible et l’immunité contre HSV1 et HSV2 ne protège pas contre le virus de l'herpès B. Outre les règles sanitaires à l'importation, les principaux moyens de prévention sont l'hygiène scrupuleuse du matériel de travail comme les cages des singes, et l'isolement systématique des spécimens suspects, suivi de contrôles sérologiques. Les risques de contamination sont également réduits avec le port de gants adaptés et de protections oculaires. Bien que même dans les zones endémiques, les cas de transmissions à des humains soient rares et qu'il n'y ait aucun cas connu de contamination de voyageurs, le tourisme dans une zone où les macaques sont connus comme porteurs du virus fait courir le risque d'y être exposé, et il vaut évidemment mieux éviter de s'approcher des singes potentiellement infectés.

## Référence biologique
- (en) ICTV : Macacine alphaherpesvirus 1  (consulté le 12 février 2021)